# Danforth (ancienne circonscription fédérale)
Pour les articles homonymes, voir Danforth.

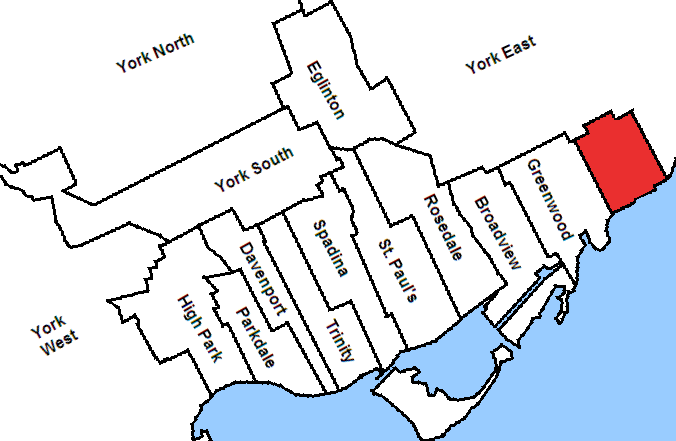
Danforth tel qu'elle était de 1933 à 1947 parmi les autres circonscriptions de Toronto.

Danforth fut une circonscription électorale fédérale de l'Ontario, représentée de 1935 à 1968. 
La circonscription de Danforth a été créée en 1933 d'une partie de Toronto—Scarborough. Abolie en 1966, elle fut redistribuée parmi Greenwood, Scarborough-Ouest et York-Est.

## Géographie
En 1933, la circonscription de Danforth fut située dans la partie est de la ville de Toronto et était délimitée par le lac Ontario, par Woodbine Avenue et par les limites de la ville. 

## Députés
1. 1935-1953 — Joseph Henry Harris, PC
2. 1953-1962 — Robert Hardy Small, PC
3. 1962-1968 — Reid Scott, NPD

- NPD = Nouveau Parti démocratique
- PC = Parti progressiste-conservateur